# بير داهل (قسيس)
بير داهل (بالنرويجية: Per Arne Dahl)‏ (و. 1950  م) هو قسيس نرويجي، ولد في ساربسبورغ.

## جوائز
حصل على جوائز منها:
- Petter Dass Prize  [لغات أخرى]‏ (1999).